# SpVg Aurich
Die SpVg Aurich (offiziell: Sportvereinigung Aurich e. V.) ist ein deutscher Sportverein aus Aurich in Ostfriesland.

## Geschichte
Am Gymnasium und Lehrerseminar sowie bei den beiden Turnvereinen TV Jahn Aurich und MTV Aurich von 1862 wurde ab dem Jahre 1902 Fußball gespielt. Im Jahre 1905 wurde in Aurich mit Vorwärts Aurich der erste Fußballverein gegründet. Vier Jahre später folgte die Fußballvereinigung Aurich, aus der am 14. Juli 1911 die Sportvereinigung Aurich hervorging. Handwerker und der damalige Regierungsvizepräsident zählten gleichermaßen zu den Mitbegründern. Im Jahre 1938 musste der Verein auf politischen Druck der Nationalsozialisten eine Fusion mit dem MTV Aurich von 1862 unter dem Namen TuS Aurich von 1862 eingehen. Am 13. März 1951 wurde die SpVg Aurich als reiner Fußballverein wieder gegründet. Die restlichen Abteilung gründeten den MTV Aurich von 1862 neu. Nach der Neugründung der SpVg Aurich entstand ein Seniorenkreis sowie eine Damen-Gymnastikabteilung, aus der 1997 die Frauen-Fußball-Abteilung hervorging.

## Männerfußball

### Geschichte
In den Jahren 1921 und 1922 errang die erste Mannschaft die ostfriesische Fußballmeisterschaft. In den 1920er Jahren verfügte die Sportvereinigung über die größte und erfolgreichste Jugendabteilung Ostfrieslands. In der Saison 1943/44 trat der TuS Aurich in der Gauliga Oldenburg-Friesland an und beendete die Saison auf dem fünften Tabellenplatz. Die folgende Saison wurde kriegsbedingt verkürzt, so dass lediglich drei Spiele absolviert werden konnten. Nach der Neugründung der SpVg Aurich traten fünf Herren- und sechs Jugendmannschaften in die Saison 1951/52. Fünf Bezirksmeisterschaften der A-Jugend zwischen 1951 und 1961 wurden errungen. Ab der Saison 1983/84 wurde mit dem Gewinn der Meisterschaft in der Bezirksliga Weser-Ems eine erfolgreiche Phase der Vereinsgeschichte eingeleitet. 1984/85 Meister der Bezirksoberliga und 1986/87 Meister der Landesliga Niedersachsen-West und der damit verbundene Aufstieg in die Verbandsliga Niedersachsen. In der Saison 1993/94 qualifizierte sich das Team zur Oberliga Niedersachsen-Bremen. Nach dem zwischenzeitlichen Abstieg in die neuntklassige Kreisliga Aurich/Wittmund (2011) gelang im Jahre 2012 der direkte Wiederaufstieg in die Bezirksliga. 

### Erfolge
- Niedersachsenmeister: 1990
- Qualifikation für die Oberliga Niedersachsen/Bremen: 1995
- Meister Landesliga Niedersachsen-West: 1987
- Meister Bezirksoberliga Weser/Ems: 1985

## Frauenfußball

### Geschichte
Die Frauenmannschaft wurde im Jahre 2010 gegründet und schafften auf Anhieb den Aufstieg in die Bezirksliga. Es war der erste von drei Aufstiegen in Folge, die die Mannschaft 2013 in die Oberliga Niedersachsen bugsierte. Zwei Jahre lang hielt sich die Mannschaft im niedersächsischen Oberhaus, bevor die Mannschaft wieder in die Landesliga absteigen musste. In der Saison 2021/22 wurden die Auricherinnen Meister der Landesliga und stiegen in die Oberliga auf. Auf Anhieb sicherten sich die Mannschaft dort die Meisterschaft in der Staffel West, verloren aber das Aufstiegsspiel zur Regionalliga Nord gegen Eintracht Braunschweig mit 1:4. 2025 wurden die Auricherinnen erneut Meister der Weststaffel, verloren dann aber das Aufstiegsspiel zur Regionalliga gegen den SV Hastenbeck mit 0:3. Da keine norddeutsche Mannschaft aus der 2. Bundesliga abstieg, wurde ein weiterer Aufsteiger ermittelt. Hier setzten sich die Auricherinnen mit 3:1 gegen den SSC Hagen Ahrensburg durch und stiegen doch noch in die Regionalliga Nord auf.

### Juniorinnen
Die B-Juniorinnen der SpVg Aurich schafften im Jahre 2018 den Aufstieg in die Bundesliga Nord/Nordost. Dort wurden die Auricher Juniorinnen in der Saison 2022/23 zunächst Meister der Staffel Nord/Nordost und setzten sich im Halbfinale vor 3280 Zuschauern nach Elfmeterschießen gegen Eintracht Frankfurt durch. Das Endspiel um die deutsche Meisterschaft wurde jedoch gegen Bayer 04 Leverkusen mit 1:2 verloren. Ein Jahr später wurden die Auricherinnen erneut Meister der Bundesligastaffel Nord/Nordost, scheiterten aber im Halbfinale um die deutsche Meisterschaft an Borussia Mönchengladbach.

### Erfolge
- Deutscher Vizemeister der B-Juniorinnen: 2023
- Meister Oberliga Niedersachsen-West der Frauen: 2022/23

## Persönlichkeiten

### Bisherige Vorsitzende
- Heinrich Held
- Ferdinand Abegg
- Walter Mönkemeier
- Heinz Schlesinger
- Hermann Hippen
- Ernst Antoni sen.
- Gerhard Hanstein
- Dietrich Wilbers
- Heino Meenken
- Ulrich Kötting
- Helmut Bents
- Dietmar Janssen
- Werner Hoffmann
- Ralf Dreiling (aktuell)

### Bisherige Trainer
- Werner Wendland (Juli 1960 bis Mai 1971)
- Heinz Knieper (Juli 1973 bis Juni 1979)
- Hans-Hermann Mindermann (Juli 1979 bis Juni 1983)
- Gerhard Gastmann (Juli 1983 bis Juni 1990)
- Bata Tijanic (Juli 1990 bis Oktober 1990)
- Gerhard Gastmann (Oktober 1990 bis Juni 1991)
- Rüdiger Lange (Juli 1991 bis Oktober 1991)
- Karl Trautmann (Oktober 1991 bis Oktober 1992)
- Helmut Saathoff (Oktober 1992 bis Januar 1993)
- Bernhard Janssen (Februar 1993 bis Juni 1995)
- Helmut Schühler (Juli 1995 bis November 1995)
- Bernhard Janssen (November 1995 bis Dezember 1996)
- Stefan Marder (Januar 1997 bis Mai 1997)
- Gerhard Gastmann (Mai 1997 bis Juni 2000)
- Klaus Matzk (Juli 2000 bis Juni 2001)
- Thorsten Hoppe (Juli 2001 bis Dezember 2001)
- Karl Rederic (Januar 2002 bis März 2002)
- Jens Rocker (März 2002 bis Juni 2002)
- Vladimir Jeromin (Juli 2002 bis September 2003)
- Alwin Goldenstein (September 2003 bis Januar 2006)
- Stephan Prause (Januar 2006 bis Juni 2009)
- Torsten Peplow (Juli 2009 bis November 2010)
- Markus Olbrys (Dezember 2010 bis Juni 2013)
- Michael Fuhrmann (Juli 2013 bis November 2014)
- Heino Jetses (November 2014 bis März 2015)
- Wolfgang Niehues (Juli 2015 bis Oktober 2016)
- Timo Lübben (November 2016 bis Juni 2017)
- Yasin Turan (Juli 2017 bis September 2019)
- Claudio Casto (September 2019 bis Dezember 2019)
- Rudi Zedi (Januar 2020 bis Juni 2021)
- Wilfried Böhling (Juli 2021 bis Mai 2022)
- Stefan Wilts (Mai 2022 bis Juni 2022)
- Uwe Groothuis (Juli 2022 bis Dezember 2023)
- Claudio Casto (seit Januar 2024)

### Spieler/-innen
- Steffen Baumgart
- Karsten Fischer
- Harro Füllgrabe
- Sascha Höpfner
- Jens Leonhardt
- Siegmund Marsollek
- Volker Ohling
- Torsten Peplow
- Valentin Plavčić
- Stephan Prause
- Nils Schmäler
- Michael Schulz
- Steffen Soutschek
- Claudia Tschöke (geb. Lübbers)
- Albert Voß
- Jens Wemmer
- Jörn Wemmer
- Jörg Woltmann